# ذلب أثيوبي
ذلب أثيوبي (الاسم العلمي:Sansevieria aethiopica) هو نوع من النباتات يتبع جنس الذلب من الفصيلة الهليونية.